# Albrandswaard
Albrandswaard község Hollandiában, Dél-Holland tartományban. Lakosainak száma 25 076 fő (2014. július).

## Történelme
1985-ben jött létre Rhoon és Poortugaal községek összevonásával. Ennek során a korábbi Poortugal község területének egy részét Rotterdamhoz csatolták, és az az ottani Hoogvliet kerület része lett. Albrandswaard lakóinak nagy része Rotterdamban dolgozik.

## Földrajza
Albrandswaard Dél-Holland tartományban fekszik. Területe 22,72 km².

## Háztartások száma
Albrandswaard háztartásainak száma az elmúlt években az alábbi módon változott:
| Háztartások száma | 9465 | 9718 | 9874 | 9948 | 9953 | 10 016 |
|                   | 2010 | 2011 | 2012 | 2013 | 2014 | 2015   |

## Látnivalók
- Kasteel van Rhoon. A kastély egy 1432-ből származó öregtorony köré épült. 1971-ben felújították. Műgyűjtemények találhatók benne és egy exkluzív étterem is működik ott.
- Huis te Pendrecht, 1625-ben épült műemlék.
- Carnisse Grienden, természetvédelmi terület.

## Fordítás
- Ez a szócikk részben vagy egészben a Albrandswaard című holland Wikipédia-szócikk ezen változatának fordításán alapul.  Az eredeti cikk szerkesztőit annak laptörténete sorolja fel. Ez a jelzés csupán a megfogalmazás eredetét és a szerzői jogokat jelzi, nem szolgál a cikkben szereplő információk forrásmegjelöléseként.